# مراد هان
مراد هان (ترکی استانبولی: Murat Han؛ زادهٔ ۱ مهٔ ۱۹۷۵) هنرپیشه اهل ترکیه است. وی از سال ۲۰۰۷ میلادی تاکنون مشغول فعالیت بوده‌است.
از فیلم‌ها یا برنامه‌های تلویزیونی که وی در آن نقش داشته‌است می‌توان به شادمانی اشاره کرد.